# Schleppbahn (Ibbenbüren)
| Streckenlänge: | 9,7 km |                                           |                                           |
| Spurweite: | 750 mm (Schmalspur) |                                           |                                           |
| | |                                           |                                           |
| Bundesland | Nordrhein-Westfalen |                                           |                                           |
| Kategorisierung | Schmalspurbahn |                                           |                                           |
| Ausbau | eingleisig nicht elektrifiziert |                                           |                                           |
| Stationen: | 7 |                                           |                                           |
| Anzahl der Gleise: | 1 |                                           |                                           |
| Anzahl der Brücken: | 4 |                                           |                                           |
| Güterverkehr: | Stilllegung Güterverkehr: - 1900 Zeche Perm – Schacht Hector - 1904 Schacht III Osten – Permer Stollen - 1912 Ibbenbüren – Zeche Friedrich Wilhelm – Schacht III Osten |                                           |                                           |
| \| \| 0,0 \| Ibbenbüren Pferdebeförderung bis km 2,9 \| Ibbenbüren Pferdebeförderung bis km 2,9 \| \| \| 2,9 \| Zeche Friedrich Wilhelm \| Zeche Friedrich Wilhelm \| \| \| \| Schacht III Osten \| \| \| \| 7,0 \| Station Perm \| Station Perm \| \| \| \| Seilbahn zum Schacht Perm \| \| \| \| \| Zur Zeche Hector 0,5 km \| \| \| \| 9,2 \| Permer Stollen Anschluss an die Perm-Bahn \| Permer Stollen Anschluss an die Perm-Bahn \| | |                                           |                                           |
| Kopfbahnhof Streckenanfang (Strecke außer Betrieb) | 0,0 | Ibbenbüren Pferdebeförderung bis km 2,9   | Ibbenbüren Pferdebeförderung bis km 2,9   |
| Haltepunkt / Haltestelle (Strecke außer Betrieb) | 2,9 | Zeche Friedrich Wilhelm                   | Zeche Friedrich Wilhelm                   |
| Haltepunkt / Haltestelle (Strecke außer Betrieb) | | Schacht III Osten                         | Schacht III Osten                         |
| Haltepunkt / Haltestelle (Strecke außer Betrieb) | 7,0 | Station Perm                              | Station Perm                              |
| Abzweig geradeaus und nach rechts (Strecke außer Betrieb) | | Seilbahn zum Schacht Perm                 | Seilbahn zum Schacht Perm                 |
| Abzweig geradeaus und nach links (Strecke außer Betrieb) | | Zur Zeche Hector 0,5 km                   | Zur Zeche Hector 0,5 km                   |
| Haltepunkt / Haltestelle (Strecke außer Betrieb) | 9,2 | Permer Stollen Anschluss an die Perm-Bahn | Permer Stollen Anschluss an die Perm-Bahn |

Die Schleppbahn war eine Eisenbahnstrecke am Schafberg oberhalb von Ibbenbüren nach Laggenbeck. Sie transportierte Erz von der Grube Friedrich Wilhelm zur Zeche Perm und weiter zum Permer Stollen, wo die Perm-Bahn anschloss. Die östliche Strecke verlief vom Hectorschacht zur Zeche Perm. Die Spurbreite betrug 750 mm. Angelegt wurde sie 1885, stillgelegt 1900 östlich und 1912 westlich Zeche Perm. Der Verlauf der Strecke ist zum Teil noch gut ersichtlich, insbesondere das Teilstück der gleichnamigen Straße in Laggenbeck.

## Geschichte

Lok der Schleppbahn um 1890

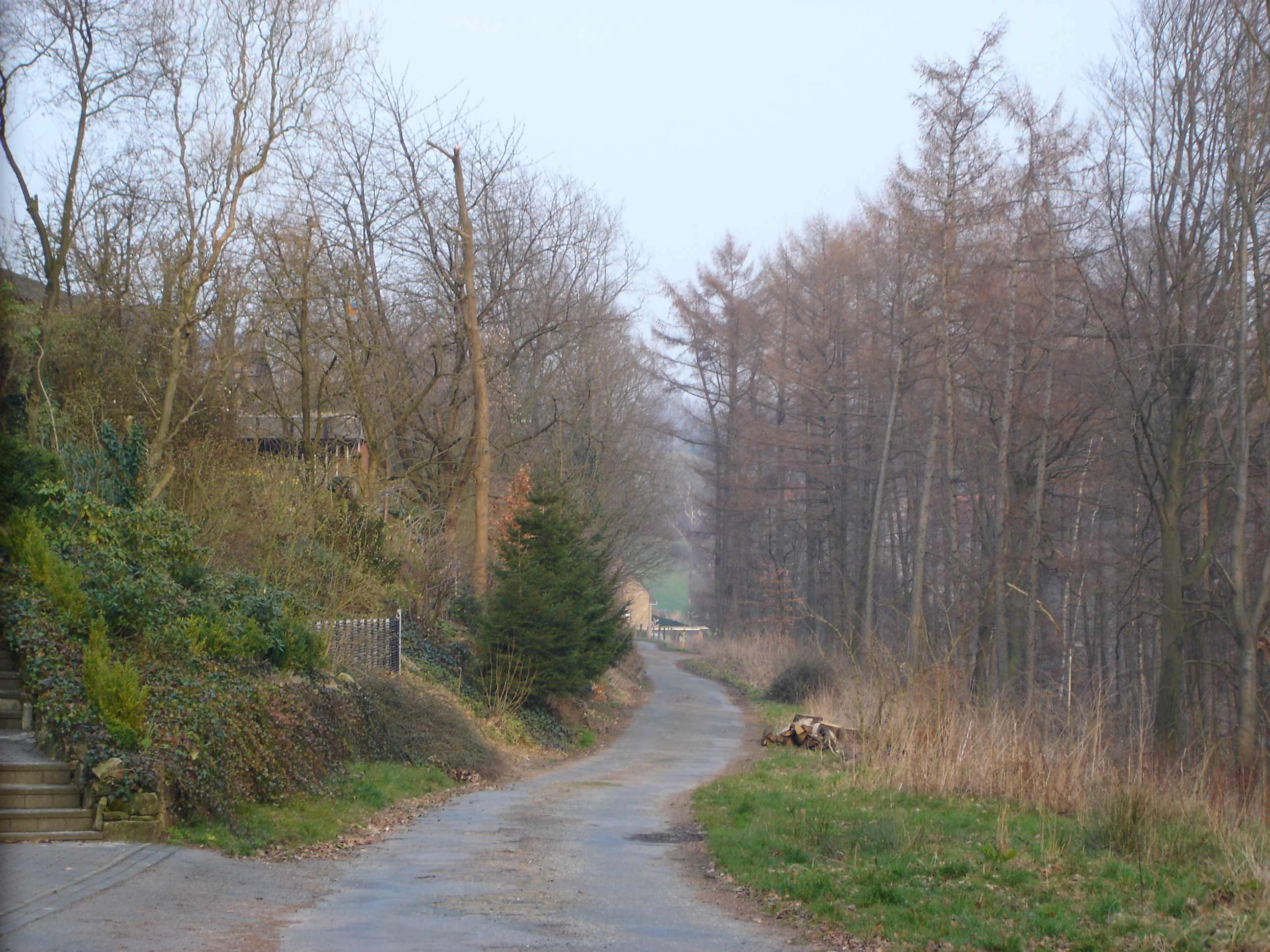
Die gleichnamige Straße kennzeichnet den Verlauf der ehemaligen Bahnstrecke.

Die Schleppbahn verband die Zeche Friedrich Wilhelm mit der 4,1 km entfernt gelegenen Zeche Perm. Dort zweigte eine Weiche zum 0,5 km entfernten Hectorschacht ab. Von der Zeche Perm lief die Bahn weitere 2,2 km zum Zechenbahnhof der Perm-Bahn. Die Lokschuppen der Bahn und die Werkstätten befanden sich 350 m nördlich des Schachtes Perm. Dort diente eine 4,6-kW-Dampfmaschine zum Betreiben der Geräte und wurden sämtliche Reparaturen an den Lokomotiven und den Waggons durchgeführt. An der Station Perm war eine Seilbahn zum Herunterlassen der Wagen an einer schrägen Ebene, da der Schacht sich 29 m tiefer befand als die Strecke mit dem Bahnhof. Zum Stopfen der Gleise mit Schotter waren beim Bau bis zu 36 Mann in einem eigenen Steinbruch beschäftigt.
Über vier Täler verliefen hölzerne Brücken. Eine davon war mehr als 100 m lang und verlief hoch über die im Tal stehenden Obstbäume. Von der Bauerschaft Osterledde ging es ab 1904 über einen untertägigen Bremsberg durch den Permer Stollen zum Bahnhof der Perm-Bahn. Im Stollen wurde mit Benzollokomotiven gefördert. Zur Bahn gehörten drei Dampflokomotiven und 40 hölzerne 700 Liter fassende Erzwagen.
An der Zeche Friedrich Wilhelm war schon seit 1879 eine Pferdebahn zum Bahnhof Ibbenbüren (2,9 km) installiert. Von dort aus wurde Raseneisenerz zur Perm-Bahn transportiert. Mit Erstellen der unterirdischen Strecke wurde 1900 der östliche Teil der Strecke zum Hechtorschacht stillgelegt. Als 1912 auch die 7 km lange unterirdische Strecke zur Zeche Friedrich Wilhelm fertiggestellt wurde, ist die westliche Strecke ebenfalls stillgelegt worden.